# Boucherville
Boucherville era uma cidade do Canadá, província de Quebec, e parte da região metropolitana de Montreal. Sua área é de 70.80 km quadrados, e sua população, de 36,253 habitantes (do censo nacional de 2001). Atualmente, é uma zona da cidade de Longueuil.